# Henri Hérouin
Henri Hérouin, francoski lokostrelec, * 1876, †  ?.
Hérouin je sodeloval na lokostrelskem delu poletnih olimpijskih igrah leta 1900 v disciplini Au Cordon Doré na 50 m, kjer je osvojil prvo mesto.